# Ściółkowanie
Ściółkowanie – zabieg stosowany w ogrodnictwie, polegający na przykrywaniu gleby w celu zmniejszenia parowania wody, niedopuszczenia do rozwoju chwastów, poprawy sprawności roli oraz zapobieżenia erozji wodnej i wietrznej. Ściółkowanie umożliwia w znacznym stopniu kontrolę warunków środowiska glebowego i przy właściwym doborze ściółki pozwala na poprawę warunków wzrostu i plonowania roślin (np. wpływając na warunki cieplne i wilgotnościowe oraz zapobiegając zaskorupieniu się gleby), w niektórych przypadkach ściółkowanie może także chronić owoce przez zabrudzeniem.
Materiałami stosowanymi do ściółkowania mogą być np. słoma, trociny, kora, kompost, liście, drobne kamyki, agrowłóknina lub czarna folia. Stosowane często w sadach (słoma, trociny, obornik, kompost) oraz w uprawie truskawek (słoma, czarna folia i agrowłóknina) i warzyw ciepłolubnych (pomidor, ogórek, papryka, dynia, oberżyna, melon). 
Uprawa warzyw na glebie ściółkowanej daje nie tylko wcześniejszy, ale i wyższy plon.